# Associazione Sportiva Lucchese Libertas 1991-1992
Questa pagina raccoglie le informazioni riguardanti l'Associazione Sportiva Lucchese Libertas nelle competizioni ufficiali della stagione 1991-1992.

## Stagione
Nella stagione 1991-1992 la Lucchese, con il trasferimento di Corrado Orrico all'Inter, si affida all'allenatore Marcello Lippi. La squadra disputa un campionato di media classifica, terminando all'ottavo posto con 37 punti al pari di Cesena e Lecce. Nella Coppa Italia i rossoneri superano nel doppio confronto del primo turno il Venezia, nel secondo turno lasciano la manifestazione per mano della Roma, che si aggiudica le due gare.

## Rosa
| N. |                   | Ruolo | Calciatore           |
| -- | ----------------- | ----- | -------------------- |
|    | Italia (bandiera) | D     | Francesco Baldini    |
|    | Italia (bandiera) | D     | Gabriele Baraldi     |
|    | Italia (bandiera) |       | Brunetti             |
|    | Italia (bandiera) | D     | Daniele Delli Carri  |
|    | Italia (bandiera) | C     | Eusebio Di Francesco |
|    | Italia (bandiera) | C     | Oliviero Di Stefano  |
|    | Italia (bandiera) | C     | Mario Donatelli      |
|    | Italia (bandiera) | C     | Silvio Giusti        |
|    | Italia (bandiera) | P     | Marco Landucci       |
|    | Italia (bandiera) | C     | Roberto Marta        |

| N. |                   | Ruolo | Calciatore        |
| -- | ----------------- | ----- | ----------------- |
|    | Italia (bandiera) | C     | Francesco Monaco  |
|    | Italia (bandiera) | A     | Roberto Paci      |
|    | Italia (bandiera) | D     | Carlo Pascucci    |
|    | Italia (bandiera) | P     | Davide Quironi    |
|    | Italia (bandiera) | A     | Massimo Rastelli  |
|    | Italia (bandiera) | C     | Bruno Russo       |
|    | Italia (bandiera) | A     | Roberto Simonetta |
|    | Italia (bandiera) | A     | Giovanni Sorce    |
|    | Italia (bandiera) | C     | Paolo Tramezzani  |
|    | Italia (bandiera) | D     | Sandro Vignini    |

## Risultati

### Serie B

#### Girone di andata
| Arbitro: | Boemo (Cervignano del Friuli) |

|  |           |                         |
|  | Marcatori | 38’ Marta 58’ Simonetta |

| Arbitro: | Fucci (Salerno) |

|  |           |          |
|  | Marcatori | 45’ Bivi |

| Arbitro: | Brignoccoli (Ancona) |

|             |           |  |
| Zannoni 90’ | Marcatori |  |

| Lucca 22 settembre 1991 4ª giornata | Lucchese        | 0 – 0 | Udinese | Stadio Porta Elisa\| Arbitro: \| Boggi (Salerno) \| |
| Arbitro:                            | Boggi (Salerno) |       |         |                                                     |

| Arbitro: | Rosica (Roma) |

|                     |           |  |
| Poli 33’ Detari 55’ | Marcatori |  |

| Arbitro: | Amendolia (Messina) |

|               |           |             |
| Simonetta 61’ | Marcatori | 10’ Putelli |

| Arbitro: | De Angelis (Civitavecchia) |

|  |           |               |
|  | Marcatori | 53’ Simonetta |

| Lucca 20 ottobre 1991 8ª giornata | Lucchese         | 0 – 0 | Ancona | Stadio Porta Elisa\| Arbitro: \| Cardona (Milano) \| |
| Arbitro:                          | Cardona (Milano) |       |        |                                                      |

| Arbitro: | Scaramuzza (Mestre) |

|              |           |          |
| Cucciari 69’ | Marcatori | 24’ Paci |

| Arbitro: | Nicchi (Arezzo) |

|               |           |               |
| Simonetta 16’ | Marcatori | 71’ Scarafoni |

| Arbitro: | Rodomonti (Teramo) |

|                           |           |                         |
| Domini 3’ Ganz 11’ (rig.) | Marcatori | 40’ Di Stefano 59’ Paci |

| Lucca 17 novembre 1991 12ª giornata | Lucchese         | 0 – 0 | Messina | Stadio Porta Elisa\| Arbitro: \| Arena (Ercolano) \| |
| Arbitro:                            | Arena (Ercolano) |       |         |                                                      |

| Arbitro: | Amendolia (Messina) |

|                          |           |                         |
| De Rosa 33’ Solimeno 78’ | Marcatori | 44’ (rig.) M. Donatelli |

| Lucca 1º dicembre 1991 14ª giornata | Lucchese        | 0 – 0 | Taranto | Stadio Porta Elisa\| Arbitro: \| Bettin (Padova) \| |
| Arbitro:                            | Bettin (Padova) |       |         |                                                     |

| Arbitro: | Cardona (Milano) |

|                                     |           |                           |
| Levanto 54’ Cuicchi 89’ Bonaldi 91’ | Marcatori | 24’ Paci 62’ Di Francesco |

| Arbitro: | Merlino (Torre del Greco) |

|  |           |              |
|  | Marcatori | 46’ Rastelli |

| Arbitro: | Rodomonti (Teramo) |

|                              |           |           |
| Simonetta 10’ Di Stefano 72’ | Marcatori | 58’ Lerda |

| Venezia 12 gennaio 1992 18ª giornata | Venezia         | 0 – 0 | Lucchese | Stadio Pierluigi Penzo\| Arbitro: \| Cesari (Genova) \| |
| Arbitro:                             | Cesari (Genova) |       |          |                                                         |

| Arbitro: | Brignoccoli (Ancona) |

|                |           |             |
| Di Stefano 65’ | Marcatori | 72’ Lunerti |

#### Girone di ritorno
| Arbitro: | Conocchiari (Macerata) |

|                |           |                |
| Di Stefano 83’ | Marcatori | 20’ Cappellini |

| Pescara 2 febbraio 1992 21ª giornata | Pescara           | 0 – 0 | Lucchese | Stadio Adriatico\| Arbitro: \| Mughetti (Cesena) \| |
| Arbitro:                             | Mughetti (Cesena) |       |          |                                                     |

| Arbitro: | Merlino (Torre del Greco) |

|  |           |                |
|  | Marcatori | 34’ D. Morello |

| Udine 16 febbraio 1992 23ª giornata | Udinese       | 0 – 0 | Lucchese | Stadio Friuli\| Arbitro: \| Rosica (Roma) \| |
| Arbitro:                            | Rosica (Roma) |       |          |                                              |

| Arbitro: | Quartuccio (Torre Annunziata) |

|                       |           |                   |
| Paci 27’ Pascucci 68’ | Marcatori | 11’ (aut.) Giusti |

| Arbitro: | Boemo (Cervignano del Friuli) |

|              |           |          |
| Montrone 45’ | Marcatori | 25’ Paci |

| Arbitro: | Conocchiari (Macerata) |

|                                       |           |                |
| M. Donatelli 52’ Volpecina 82’ (aut.) | Marcatori | 48’, 78’ Suppa |

| Arbitro: | Rodomonti (Teramo) |

|                       |           |             |
| Lupo 9’ Tovalieri 85’ | Marcatori | 2’ Rastelli |

| Arbitro: | Cardona (Milano) |

|                  |           |  |
| Di Francesco 63’ | Marcatori |  |

| Arbitro: | Lanese (Messina) |

|                      |           |                          |
| Scarafoni 63’ (rig.) | Marcatori | 23’ Russo 32’ Tramezzani |

| Arbitro: | Lo Bello (Siracusa) |

|           |           |                |
| Russo 65’ | Marcatori | 84’ Passiatore |

| Arbitro: | Arena (Ercolano) |

|                                |           |           |
| Dolcetti 68’ Monaco 73’ (aut.) | Marcatori | 56’ Russo |

| Arbitro: | Pairetto (Nichelino) |

|          |           |              |
| Paci 73’ | Marcatori | 90’ Compagno |

| Arbitro: | De Angelis (Civitavecchia) |

|            |           |                |
| Fresta 45’ | Marcatori | 52’ Di Stefano |

| Arbitro: | Trentalange (Torino) |

|                             |           |                    |
| Paci 24’, 88’ Simonetta 85’ | Marcatori | 90’ (rig.) Bonaldi |

| Lucca 24 maggio 1992 35ª giornata | Lucchese           | 0 – 0 | Lecce | Stadio Porta Elisa\| Arbitro: \| Felicani (Bologna) \| |
| Arbitro:                          | Felicani (Bologna) |       |       |                                                        |

| Arbitro: | Conocchiari (Macerata) |

|                    |           |                  |
| Pascucci 9’ (aut.) | Marcatori | 64’ M. Donatelli |

| Arbitro: | Stafoggia (Pesaro) |

|          |           |                   |
| Paci 73’ | Marcatori | 51’ (rig.) Romano |

| Arbitro: | Cinciripini (Ascoli Piceno) |

|             |           |  |
| Cecconi 40’ | Marcatori |  |

### Coppa Italia

#### Turni preliminari
| Arbitro: | Cardona (Milano) |

|                                          |           |               |
| A. Bertoni 12’ (aut.) Simonetta 22’, 49’ | Marcatori | 45’ Civeriati |

| Mestre 25 agosto 1991 Primo turno - Ritorno | Venezia                       | 0 – 0 | Lucchese | Stadio Francesco Baracca\| Arbitro: \| Boemo (Cervignano del Friuli) \| |
| Arbitro:                                    | Boemo (Cervignano del Friuli) |       |          |                                                                         |

| Arbitro: | Cornieti (Forlì) |

|                 |           |  |
| G. Giannini 80’ | Marcatori |  |

| Arbitro: | F. Baldas (Trieste) |

|              |           |                          |
| Pascucci 55’ | Marcatori | 32’ Muzzi 41’ Rizzitelli |

## Statistiche

### Statistiche di squadra
| Competizione | Punti | In casa | In casa | In casa | In casa | In casa | In casa | In trasferta | In trasferta | In trasferta | In trasferta | In trasferta | In trasferta | Totale | Totale | Totale | Totale | Totale | Totale | DR |
| Competizione | Punti | G       | V       | N       | P       | Gf      | Gs      | G            | V            | N            | P            | Gf           | Gs           | G      | V      | N      | P      | Gf     | Gs     | DR |
| ------------ | ----- | ------- | ------- | ------- | ------- | ------- | ------- | ------------ | ------------ | ------------ | ------------ | ------------ | ------------ | ------ | ------ | ------ | ------ | ------ | ------ | -- |
| Serie B      | 37    | 19      | 4       | 13      | 2       | 17      | 14      | 19           | 4            | 8            | 7            | 17           | 20           | 38     | 8      | 21     | 9      | 34     | 34     | 0  |
| Coppa Italia |       | 2       | 1       | 0       | 1       | 4       | 3       | 2            | 0            | 1            | 1            | 0            | 1            | 4      | 1      | 1      | 2      | 4      | 4      | 0  |
| Totale       |       | 21      | 5       | 13      | 3       | 21      | 17      | 21           | 4            | 9            | 8            | 17           | 21           | 42     | 9      | 22     | 11     | 38     | 38     | 0  |

### Andamento in campionato
| Giornata  | 1 | 2 | 3  | 4  | 5  | 6  | 7  | 8  | 9  | 10 | 11 | 12 | 13 | 14 | 15 | 16 | 17 | 18 | 19 | 20 | 21 | 22 | 23 | 24 | 25 | 26 | 27 | 28 | 29 | 30 | 31 | 32 | 33 | 34 | 35 | 36 | 37 | 38 |
| --------- | - | - | -- | -- | -- | -- | -- | -- | -- | -- | -- | -- | -- | -- | -- | -- | -- | -- | -- | -- | -- | -- | -- | -- | -- | -- | -- | -- | -- | -- | -- | -- | -- | -- | -- | -- | -- | -- |
| Luogo     | T | C | T  | C  | T  | C  | T  | C  | T  | C  | T  | C  | T  | C  | T  | T  | C  | T  | C  | C  | T  | C  | T  | C  | T  | C  | T  | C  | T  | C  | T  | C  | T  | C  | C  | T  | C  | T  |
| Risultato | V | P | P  | N  | P  | N  | V  | N  | N  | N  | N  | N  | P  | N  | P  | V  | V  | N  | N  | N  | N  | P  | N  | V  | N  | N  | P  | V  | V  | N  | P  | N  | N  | V  | N  | N  | N  | P  |
| Posizione | 3 | 8 | 11 | 12 | 14 | 16 | 13 | 11 | 11 | 13 | 13 | 13 | 14 | 14 | 15 | 14 | 11 | 12 | 11 | 11 | 11 | 13 | 12 | 12 | 12 | 11 | 13 | 11 | 10 | 9  | 10 | 9  | 9  | 8  | 8  | 8  | 8  | 8  |

Legenda:

Luogo: C = Casa; T = Trasferta. Risultato: V = Vittoria; N = Pareggio; P = Sconfitta.